# RubyMine
JetBrains RubyMine – zintegrowane środowisko programistyczne przeznaczone do tworzenia oprogramowania w języku Ruby, w szczególności aplikacji webowych w frameworku Ruby on Rails.
RubyMine został stworzony w oparciu o IntelliJ IDEA tego samego producenta. Narzędzie wspiera popularne technologie wykorzystywane przy pracy z językiem Ruby (m.in. Bundler, RSpec, Shoulda, Cucumber, Git).